# یوتا سگ بزرگ
یوتا سگ بزرگ یک ستاره است که در صورت فلکی سگ بزرگ قرار دارد.